# Jacob Henrik Röngren
Jacob Henrik Röngren, född 1756 i Finland, död 26 december 1822 i Stockholm, var en svensk kaptenmekanius, sprutmästare och miniatyrmålare.

## Biografi
Jacob Henrik Röngren var son till lanträntmästaren Isac Röngren och Christina Tersell och från 1799 gift med Vilhelmina Boucht men äktenskapet upplöstes före 1804. Röngren utnämndes till kaptenmekanikus vid arméns flotta 1794 och var sprutmästare i Stockholm 1799 och 1820. Vid sidan av sin tjänst som militär var han verksam som porträtt- och miniatyrmålare och utförde ett flertal porträtt i gouache av personer med anknytning till Finland. Bland hans arbeten märks porträttet av kaptenen Otto Johan Tandefelt och Fänrik Ståhl-hjälten landshövding Gustav Fahlander samt porträttet av Adolf Urban Hjulhammar som stals från Raumo museum 1918. Röngren finns representerad vid Nationalmuseum i Helsingfors och Nationalmuseum i Stockholm.

## Verk i urval

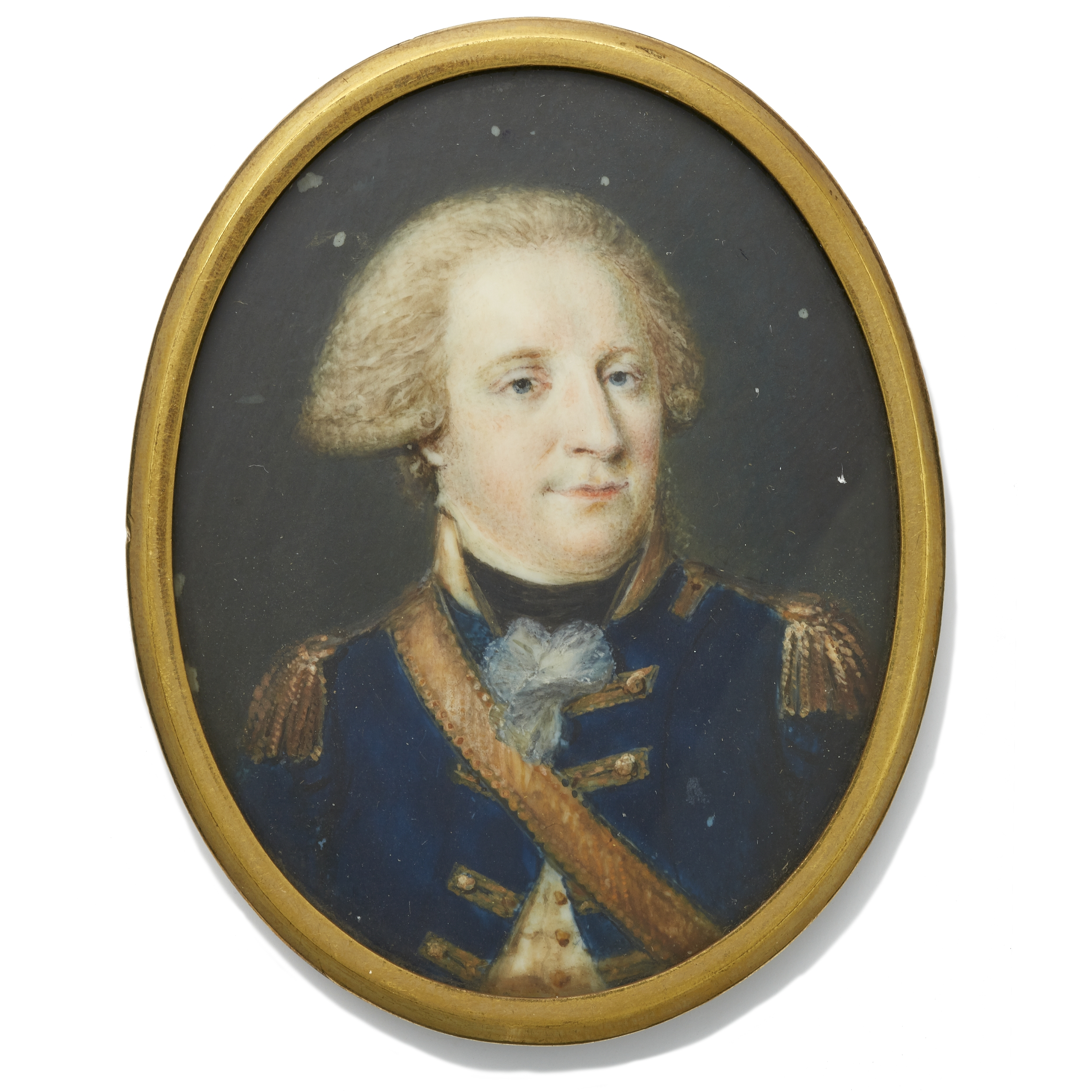
Okänd svensk officer iklädd uniform m/1792, ca 1795.
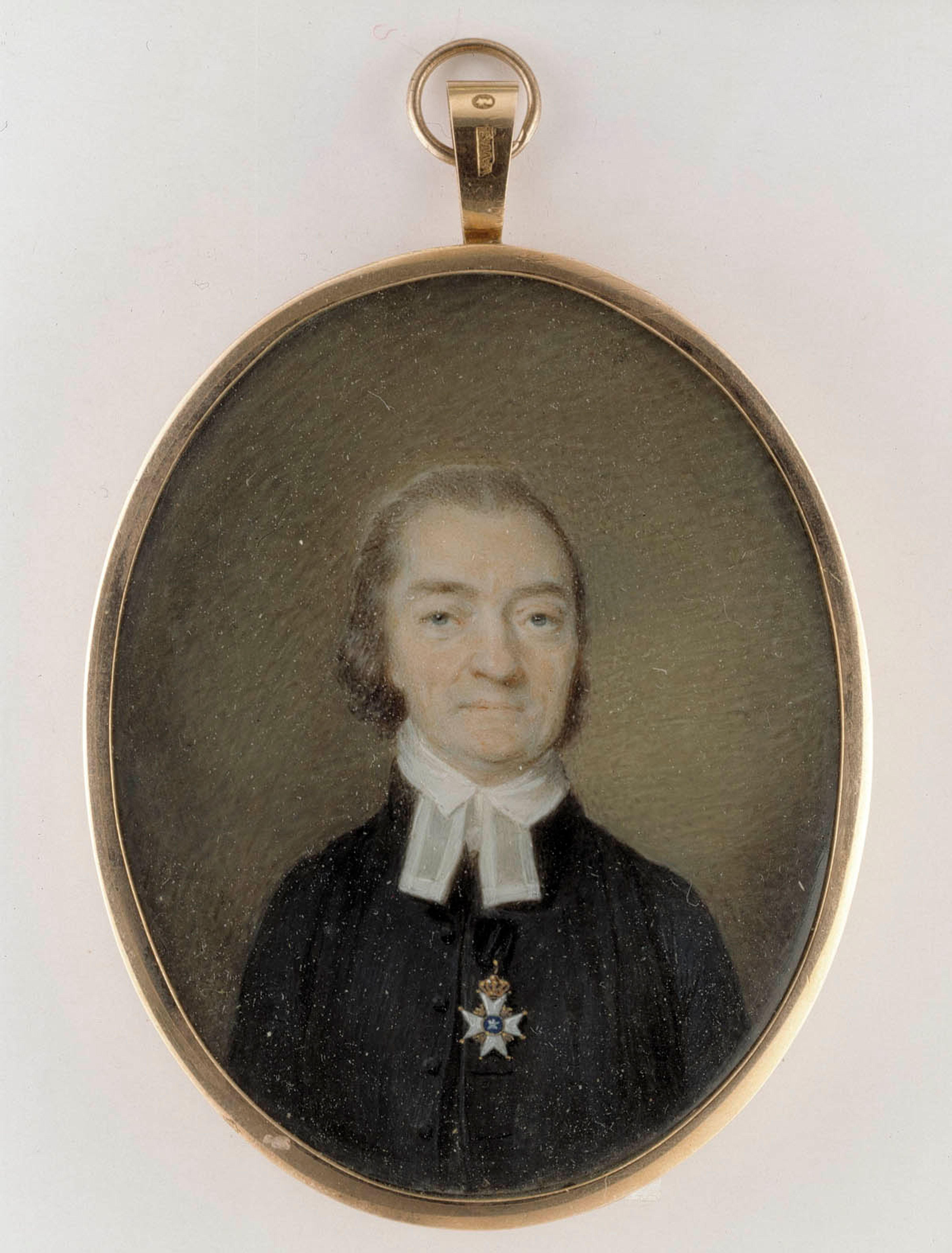
Prästen Johan Winbom avporträtterad ca 1795.
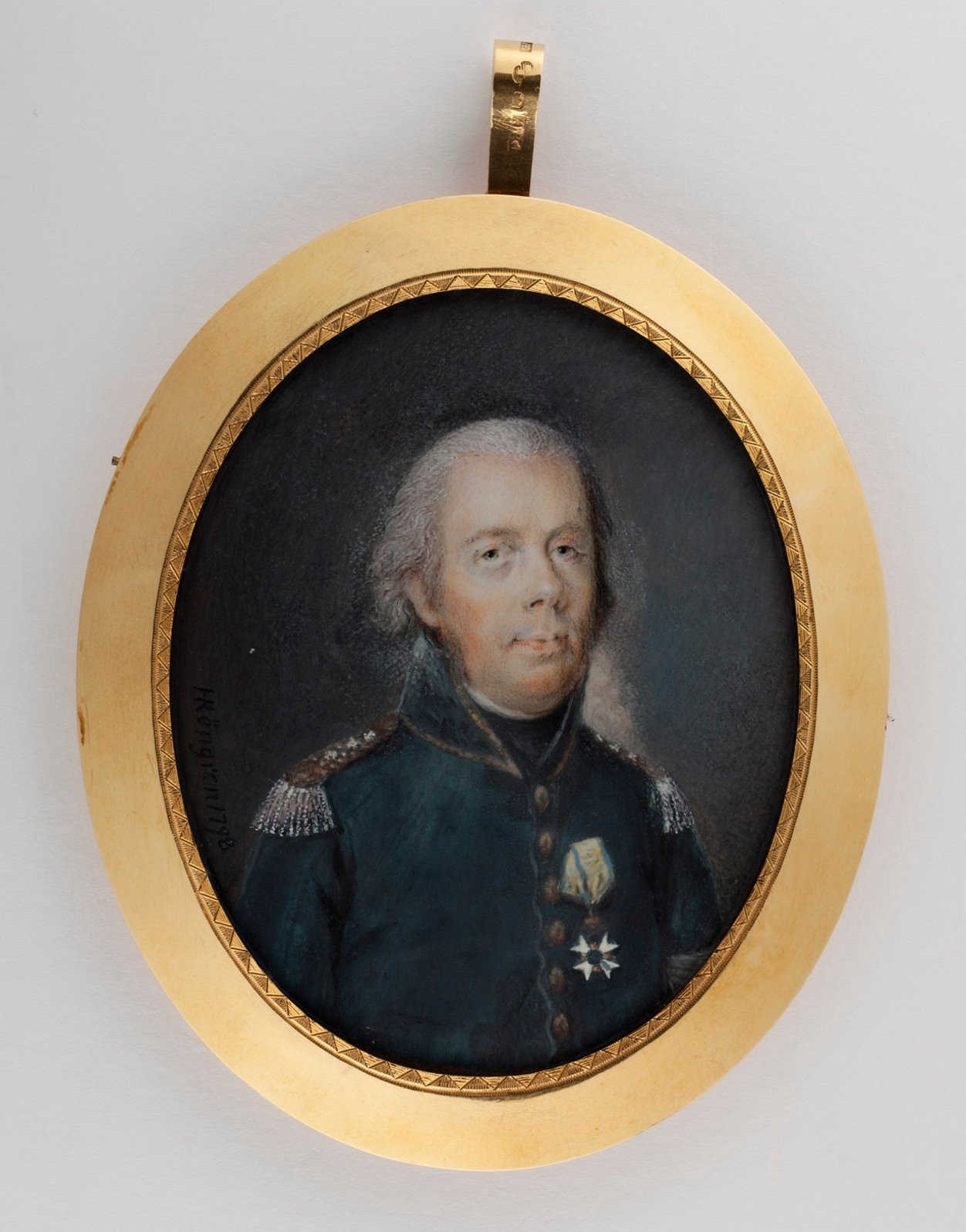
Magnus Johan Björnstjerna avporträtterad ca 1795 iklädd uniform m/1792.